# فریم (فیلم)

ایجاد توهم حرکت یک اسب با فریم‌های یا قاب های متوالی اثر معروف ادوارد مایبریج و ابتدای کرونوفوتوگرافی 184px

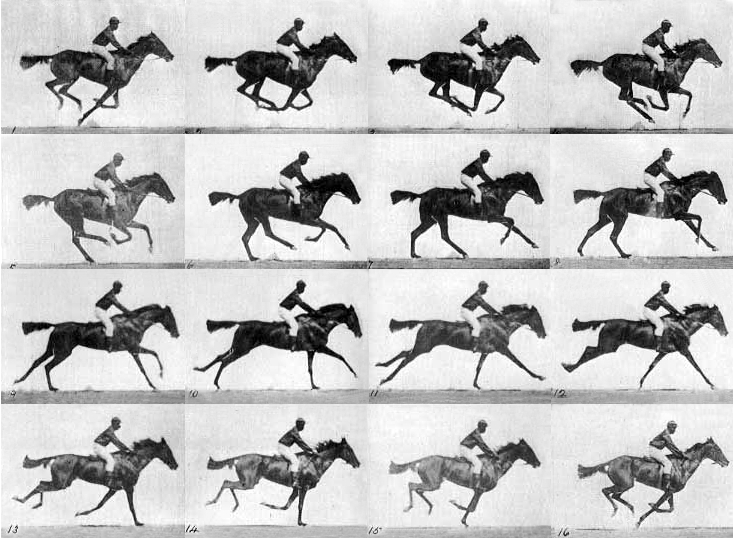
مسابقهٔ چهارنعل مایبریج، ۱۶ فریم

فریم یا قاب  (به انگلیسی: Film frame)، در فیلم‌سازی، تولید ویدئو، پویانمایی (انیمیشن) و در زمینه‌های مرتبط، یک فریم(قاب) یکی از چندین تک تصویرهای ساکنی است که با هم تصویر متحرک یکپارچه‌ای را تشکیل می‌دهند. اصطلاح فریم در رابطه با این واقعیت ناشی شده که از ابتدای هنر و صنعت فیلم‌سازی مدرن تا پایان سدهٔ بیستم؛ و در بسیاری از نقاط هنوز هم تا کنون، تک تصویرها در نواری از فیلم‌های عکاسی عکس‌برداری (فیلم‌برداری) می‌شده‌اند، که با گذشت زمان طول آن‌ها به سرعت افزایش یافته، و از دیدگاه تاریخی؛ هر عکس در چنین نواری هنگام بررسی به صورت جداگانه از نگاه بیننده یک قاب و فریم خود را دارد.
اصطلاح فریم همچنین می‌تواند به‌طور کلی به عنوان یک اسم یا فعل برای اشاره به کناره‌های تصویر؛ آن‌گونه که در منظره‌یاب یک دوربین دیده می‌شود یا در یک صفحه پروژکتور نمایش داده می‌شود، به کار رود؛ بنابراین، می‌توان گفت که اپراتور دوربین می‌تواند مثلاً اتومبیل در حال حرکتی را تا زمانی که دور شود با جابه‌جایی پیوسته در فریم نگه دارد.

## نگاه کلی
هنگامی که تصویر متحرک نمایش داده می‌شود، هر فریم برای زمان کوتاهی بر روی صفحه نمایش تابانده می‌شود (امروزه این زمان کوتاه، معمولاً ۱/۲۴، ۱/۲۵ یا ۱/۳۰ از یک ثانیه است) و سپس بلافاصله توسط فریم بعدی جایگزین می‌شود. پدیده پایداری بینایی فریم‌ها را با هم ترکیب می‌کند، و توهم تماشای یک تصویر متحرک را به وجود می‌آورد.

## کاربرد
در فریم‌های نوار فیلم، تک فریم‌ها توسط خط‌های کناری فریم از هم جدا می‌شوند. به‌طور معمول ۲۴ فریم برای هر ثانیه از فیلم مورد نیاز است. در فیلمبرداری عادی، فریم‌ها به صورت خودکار، یک عکس پس از دیگری، در دوربین‌های فیلمبرداری عکس‌برداری می‌شوند. در فیلم‌برداری جلوه‌های ویژه یا فیلمبرداری انیمیشنی، فریم‌ها اغلب یک به یک و به صورت جدا از هم عکس‌برداری می‌شوند.